# LORA (ミサイル)
LORA ("Long Range Attack")はイスラエル製の戦域 準弾道ミサイル。
射程は400キロメートル (250 mi)でGPSとTV終末誘導の併用時の平均誤差半径(CEP)は10メートル (33 ft)である。
標準的なコンテナに格納され、艦船と同様に地上からも発射できる。
2018年にイスラエル軍に提案されたが、まだ導入されていない。

## 運用国
- アゼルバイジャン - 2024年時点で、アゼルバイジャン陸軍が4システムのLORAを保有している[4]。

## 類似のシステム
- プレデターホーク
- Hadès
- Nasr
- オカー
- トーチカ
- Prahaar
- MGM-140B/E ATACMS
- Iskander
- Persian Gulf
- ファテフ110